# Ptycz
Ptycz (biał. Пціч, Pcicz) – rzeka na Białorusi, lewy dopływ Prypeci.
Długość rzeki wynosi 421 km, basen 9470 km². Źródła znajdują się na Wysoczyźnie Mińskiej, płynie przez Polesie. Zasilanie mieszane, w większości śnieżne. Wylewy od drugiej połowy marca do maja, podwyższają stan wody o 2–3 metry. Przy wysokiej wodzie część wód wpływa do rzeki Świsłocz. Skuta lodami od grudnia do marca. Na rzece Zalew Wołczkowicki. Spływ drewna na rzece. Żeglowna na długości 80 km od ujścia.
14 października 1920 nad rzeką miały miejsce walki 14 Dywizji Piechoty gen. Daniela Konarzewskiego z oddziałami Armii Czerwonej.